# So goodbye
So goodbye è un singolo di Ottavia Fusco con "Davide Cavuti Ensemble" pubblicato nel 2014 dall'etichetta discografica MuTeArt. 
Il brano è la canzone originale del film L'altro Adamo scritto e diretto da Pasquale Squitieri.

## Il disco
La canzone originale So goodbye, musica composta dal maestro Davide Cavuti, è stata interpretata da Ottavia Fusco, autrice anche del testo.  
Nel brano è presente la voce originale dallo spazio del cosmonauta Paolo Nespoli.
La canzone è stata presentata il 26 ottobre 2014 al Maxxi  nell'ambito della "Festa del Cinema" di Roma, durante l'anteprima mondiale del film.
Il brano fa parte della colonna sonora, firmata da Manuel De Sica e da Davide Cavuti, del film L'altro Adamo (2014) di Pasquale Squitieri con Lino Capolicchio.

## Tracce
1. So goodbye
2. So goodbye (strumentale)

## Premi e Riconoscimenti
- 2014 – Premio Roma Videoclip
  - "Special Award" al compositore Davide Cavuti e all’interprete Ottavia Fusco
- 2015 – Ischia Film Festival